# 梅加拉亚邦
梅加拉亚邦（拉丁字母转写：Meghalaya）是印度东北部的一个邦，東西約300公里，南北約100公里，總面積22429平方公里。2011年，人口約296萬，首府西隆的人口約14萬。主要民族为加罗人以及卡西族，而该两个民族分别使用加罗语（属于汉藏语系下藏缅语族的萨尔语群）和卡西语（属于南亚语系）这两种语言。主要宗教为基督教（約佔75%，在印度擁有160萬會眾的印度長老教會總部即位於該邦首府西隆），少数人信仰印度教、原始宗教或伊斯兰教。梅加拉亚邦是印度四个以基督教为主的邦之一。其邦名源自梵語，意思是「白雲停留的地方」，暗示該地多雨的氣候特點。
卡西族的妇女享有特别高的地位，有权继承家中的一切财产，有权管所有家庭财务，与印度大部分地区的民族恰好相反。他们也不可与同族结婚。

## 行政区划
梅加拉亞邦原分7縣，後增至11縣。
- 东加罗丘陵县
- 东卡西丘陵县
- 東詹塔山縣
- 日北县
- 南加罗丘陵县
- 西加罗丘陵县
- 西卡西丘陵县
- 西南卡西丘陵縣
- 西南加羅丘陵縣
- 西詹塔山縣
- 北加羅丘陵縣

## 經濟
梅加拉亚邦以农业与矿产为主。

### 主要經濟走向
下表是表示梅加拉亚邦邦內生產總值 估計由印度統計和計畫部門所公佈的資料，單位為百萬印度盧比
| 年份   | 梅加拉亚邦邦內生產總值 |
| ------ | ---------------------- |
| 1980年 | 2,000                  |
| 1985年 | 3,930                  |
| 1990年 | 8,900                  |
| 1995年 | 19,950                 |
| 2000年 | 37,280                 |